# سویندون، استافوردشر
سویندون (به انگلیسی: Swindon) یک روستا و محله مدنی در بریتانیا است که در South Staffordshire واقع شده‌است. سویندون ۱٬۲۳۱ نفر جمعیت دارد.